# Сухие леса Веракруса

Сухие леса Веракруса на карте Северной Америки

Сухие леса Веракруса — экорегион сухих тропических широколиственных лесов, произрастающих в Мексиканском штате Веракру́с. Климат экорегиона сухой тропический, сухость климата обусловлена влиянием горного хребта Сьерра-де-Чиконкиако. Большая часть девственных лесов уже уничтожена, на их месте могут произрастать заросли кустарника или вторичные леса, наибольшую угрозу представляет человеческое влияние.

## Флора
Основными лесообразующими породами являются Cordia dodecandra, Tabebuia chrysantha, Piscidia piscipula, Crescentia alata, Enterolobium cyclocarpum, Ehretia tenuifolia, Tabebuia rosea. Здесь нередко встречаются кактусы, среди них представители родов Acanthocereus, Agave, Nopalea. Травянистых растений мало, встречаются эпифиты и кустарники. Наиболее разнообразны представители родов Acacia, Busera, Ficus, Phyllantus, Pithecellobium.

## Фауна
Сухие леса Веракруса обладают самой богатой в Мексике фауной пресмыкающихся. Здесь насчитывается свыше 280 видов птиц, как тех, кто постоянно проживает в этих лесах (около 85), так и перелётных птиц, использующих прибрежные леса для промежуточной остановки на пути своих миграций. Млекопитающих около 100 видов.